# Szóvárhegy (Tataros község)
Szóvárhegy (Picleu), település Romániában, a Partiumban, Bihar megyében.

## Fekvése
A Réz-hegység nyúlványai alatt, a Gyepes-patak mellett, Szalárdtól délkeletre fekvő település.

## Története
Szóvárhegy nevét 1469-ben említette először oklevél Bogdanfalwa, Zohanhegh néven.
1534-ben Zowarhegy, 1692-ben Szouar Hegy, 1808-ban Sóvárhegy (Bogdán-),
Bogdánszóvárhegy, Pikló, 1913-ban Szóvárhegy néven írták.
A falu egykori birtokosa a báró Huszár család, majd a 20. század elején gróf Seilern Ferenc volt a nagyobb birtokosa.
1851-ben Fényes Elek írta a településről:
Bogdán-Szováarhegy, románul Pikló, Bihar vármegyében, a Lakságon, 328 óhitű lakossal, anyatemplommal. Határa 7163 hold, ... Birja a báró Huszár család.
Borovszky leírásában a faluval kapcsolatban említette, hogy a település határában a 19–20. század táján sótelepre és sós forrásra bukkantak, melyet azonban ismét betemettek.
1910-ben 1150 lakosából 113 magyar, 1034 román volt. Ebből 63 római katolikus, 1012 görögkeleti ortodox, 30 izraelita volt.
A trianoni békeszerződés előtt Bihar vármegye Szalárdi járásához tartozott.

## Nevezetességek
- Görög keleti ortodox temploma